# Blue White Street Elite
Die Blue White Street Elite (kurz B.W.S.E) ist eine rechtsextreme Schlägertruppe aus Sachsen-Anhalt.

## Geschichte
Blue White Street Elite sind eine Mischung aus „fanatischen Fußballfans und gewaltbereiten Rechten“ – so Innenstaatssekretär Rüdiger Erben im Jahr 2008 über die Vereinigung. Die Angaben über die Anzahl der Mitglieder variiert von 25 bis 60, wobei es sich höchstwahrscheinlich um einen festen Kern von ca. 15 bis 20 Leuten und ca. 20 bis 30 Mitläufern handelt. Die „Blue White Street Elite“ fährt zu Auswärtsspielen des 1. FC Magdeburg, um sich dort mit den Fans anderer Clubs zu prügeln. Sie terrorisieren Jugendclubs im Jerichower Land und tauchen oft vor bekannten Diskotheken im Umland auf, um dort Ärger zu suchen.
Die Mitglieder tragen meist schwarze T-Shirts mit den aufgedruckten blauen Buchstaben BWSE als Abkürzung für den Namen der Gruppierung und die blaue Aufschrift „Fight Club“. Dazwischen sind  zwei weiße, muskelbepackte, glatzköpfige Boxer aufgedruckt. Hervorgegangen ist die „Blue White Street Elite“ aus verschiedenen Neonazikameradschaften im Jerichower Land. Zum ersten Mal auffällig mit ihrem Logo wurden sie bei einem Fußballspiel des 1. FC Magdeburg im Jahr 2005. Des Weiteren wurden sie bei dem Versuch eine Hartz-IV-Demo in Haldensleben zu stören gesichtet und bewarfen einen Sonderzug von Dynamo-Dresden-Fans mit Steinen.
Die Gruppe wurde am 1. April 2008 vom Innenminister Holger Hövelmann verboten, nachdem sie bereits vorher im Verfassungsschutzbericht des Landes Sachsen-Anhalt erwähnt wurde. Dieses Verbot wurde in einem Entscheid vom 29. Juni 2008 zunächst aufgehoben. Am 24. September 2009 wurde das Verbot jedoch durch das Oberverwaltungsgericht (OVG) des Landes Sachsen-Anhalts zunächst bestätigt. Im Oktober 2010 wurde das Verbot im zweiten Rechtsgang vom Oberverwaltungsgericht Sachsen-Anhalt wieder aufgehoben.
Im November 2013 entführten mutmaßliche Mitglieder einen Antifaschisten mit dem Auto, schlugen diesen und versuchten von ihm Namen und Adressen zu erpressen.
Am häufigsten in den Medien wird die Blue White Street Elite im Kontext der Berichterstattung über den vorbestraften neonazistischen Aktivisten, Bekleidungs-Händler (Ugly-Shirt), Lokalpolitiker und Fußball-Verein-Anführer Dennis Wesemann erwähnt. Seine und die Gewalttätigkeiten und neonazistischen Aktivitäten seiner Gefolgsleute, im Kontext des Vereins FC Ostelbien-Dornburg bis 2015/2016 und seitdem von Eintracht Gladau, führten und führen zu vielen Medienbeiträgen und Verfahren, die die Vereine vom Spielbetrieb ausschließen sollen.

## TV-Beiträge
- Eintracht Gladau - Rauswurf aus der Liga wegen Rechtsextremisten?, MDR Exakt 17. Januar 2024
- Rechte Szene unterwandert offenbar Fußball, Rechtsextremisten im Fußball: Neuer Verein, alte Probleme? MDR Exakt 5. Juli 2017 / 4. Oktober 2017